# إسماعيل عبد المعين
إسماعيل عبد المعين (1916- 28 مايو 1984)، موسيقي وملحن سوداني، ويسميه البعض الأب المجهول للموسيقى السودانية. هو أحد الأركان الأساسية للغناء والموسيقى السودانية، وضع عدد من الألحان السودانية والعالمية الشهيرة، غنى له عدد كبير من مشاهير الغناء السوداني. وهو أول من عزف العود في إستديو الإذاعة السودانية منذ افتتاحها عام 1940.

## النشأة والمراحل الدراسية
ولد إسماعيل بحلة حمد بمدينة بحري، عام 1916م، جدته «فاطمة فور» كانت معلمته الأولى حيث تغذى على أغانيها وأحاجيها التي مثلت الأساس المتين لموسيقاه والحانة. درس الخلوة في مدينة بحري وعمل في السكة حديد عطبرة، بعدها نصحه صديقه الفنان خليل فرح بدراسة الوسيقي، فسافر إلى جمهورية مصر العربية عام 1930، ليكمل دراسته بمعهد فؤاد الأول الموسيقى، تخرج منه في العام 1933، عاد إلى السودان ووضع عدد من الألحان لأناشيد وأغاني عاطفية ووطنية ثم سافر إلى فرنسا حيث واصل دراسة الموسيقى حتى العام 1939.

## حياته
كان إسماعيل صاحب روح مولعة بالبحث، لم يكتفي بما وجد أمامه من أساليب وألحان، فسافر حول السودان ليستكشف إيقاعات وألحان غير معروفة، في العام 1935 زار التومات ام بشاير وام جباير حيث إشتهرت وقتها بالغناء على إيقاع التم تم السريع الراقص باستخدام الدلوكة، سألهما عن أصل هذا الإيقاع فقالتا انه من مساعدي وسائقي اللواري القادمة من غرب السودان.عاد بعدها إلى أمدرمان وقام بوضع عدد من الألحان على إيقاع التم تم مستخدما العود، أحدثت ألحان أغاني إسماعيل عبد المعين غلى إيقاع التُم تُم ثورة غنائية، ووجدت أعجاب كبير من الجمهور، أثرت إيقاعات التم تم على أغاني الوسط وانتشرت موجتها في كل السودان بعد ألحان إسماعيل عبد المعين.

## أناشيده الوطنية
ساند إسماعيل عبد العين مؤتمر الخريجين مثل صديقه خليل فرح وقام بتلحين نشيد (صه يا كنار) عام 1937، بطلب من أعضاء المؤتمر ليكون شعارهم الا ان كلمات النشيد لم تناسب ورؤيتهم، فقام إسماعيل بالاتصال بالشاعر محي الدين صابر الذي كتب نشيد (صرخة روت دمي) وقام بتلحينه إسماعيل عبد المعين على إيقاع المارش ليصبح نشيد مؤتمر الخريجين العام، فألهب بلحن المارش حماسة الثوار. وضع ألحان النشيد الوطني الشهير (واجب الأوطان داعينا) للشاعر عبيد عبد الرحمن. لحن المارش الذي مطلعه ( كان دروا وما دروا- الطير تحوم حول الرمم كان دروا وما دروا)، سمعه قائد الأسطول الأمريكي في الأطلسي وطلب منه ان يكون هذا اللحن شعارا رسميا لـ(البحرية الأمريكية)، سافر إلى مدينة طبرق بليبيا عام 1952، حيث حضر أداء الفرقة العسكرية الأمريكية لهذا النشيد، ويعتبر أول من أدخل السلم الخماسي السوداني إلى الموسيقى العالمية؛ أعد إسماعيل عبد المعين عدد من الدراسات حول الموسيقى السودانية وعمل على الخروج من مركزية الأغاني في السودان حيث قدم نماذج من الأغاني في أقاليم السودان المختلفة وادخل عدد من الإيقاعات التي تعكس التعددية الثقافية في السودان في موسيقاه.

## أشهر ألحانه
- نشيد صه يا كنار
- نشيد صرخة روت دمي
- نشيد واجب الأوطان داعينا
- يوم بيوم نبيع الكمبة
- أغنية يا حنوني
- أغنية اسمر جميل
- أغنية داخل روضة غنا
- أغنية أيه يا مولاي
- ابني عشك يا قماري

## أشهر من تغنوا بألحانه
- خليل إسماعيل
- عائشة الفلاتية
- إبراهيم الكاشف
- خضر بشير
- سيد خليفة

## وصلات خارجية
- إسماعيل عبد المعين على موقع قاعدة بيانات الأفلام العربية